# وينديل هاريس
وينديل هاريس (بالإنجليزية: Wendell Harris)‏ هو لاعب كرة قدم أمريكية أمريكي، ولد في 2 أكتوبر 1940 في باتون روج في الولايات المتحدة.

## وصلات خارجية
- وينديل هاريس على موقع مرجع كرة القدم المحترفة.كوم (الإنجليزية)